# 市場町 (瀬戸市)
市場町（いちばちょう）は、愛知県瀬戸市長根連区の町名。丁番を持たない単独町名である。

## 地理
瀬戸市の西部に位置する。西を城屋敷町、北を共栄通、東を見付町、南を東長根町と隣接している。

### 学区
市立小・中学校に通う場合、学区は以下の通りとなる。また、公立高等学校普通科に通う場合の学区は以下の通りとなる。
| 番・番地等 | 小学校             | 中学校               | 高等学校 |
| ---------- | ------------------ | -------------------- | -------- |
| 全域       | 瀬戸市立長根小学校 | 瀬戸市立水無瀬中学校 | 尾張学区 |

## 歴史

### 町名の由来
かつてこの地域の旧・今村には4つの島があり、その一つが市場島であった。その島名がそのまま字名、そして町名になったと推察される。

### 沿革
- 1943年（昭和18年）8月9日 - 瀬戸市大字今字市場の一部により、同市市場町として成立[2]。
- 1974年（昭和49年）8月22日 - 町域の一部を城屋敷町に編入し、西長根町・城ケ根町の一部を編入する。また、東長根町・見付町と境界変更を行う[11]。

## 世帯数と人口
2024年（令和6年）1月1日現在の世帯数と人口は以下の通りである。
| 町丁   | 世帯数 | 人口  |
| ------ | ------ | ----- |
| 市場町 | 90世帯 | 193人 |

### 人口の変遷
国勢調査による人口の推移。
| 1995年（平成7年）  | 187人 | [ 12 ] |  |
| 2000年（平成12年） | 175人 | [ 13 ] |  |
| 2005年（平成17年） | 162人 | [ 14 ] |  |
| 2010年（平成22年） | 212人 | [ 15 ] |  |
| 2015年（平成27年） | 219人 | [ 16 ] |  |
| 2020年（令和2年）  | 203人 | [ 17 ] |  |

### 世帯数の変遷
国勢調査による世帯数の推移。
| 1995年（平成7年）  | 64世帯 | [ 12 ] |  |
| 2000年（平成12年） | 62世帯 | [ 13 ] |  |
| 2005年（平成17年） | 62世帯 | [ 14 ] |  |
| 2010年（平成22年） | 75世帯 | [ 15 ] |  |
| 2015年（平成27年） | 74世帯 | [ 16 ] |  |
| 2020年（令和2年）  | 72世帯 | [ 17 ] |  |

## 交通

### 鉄道
- 愛知環状鉄道・愛知環状鉄道線[7] ： 町の中央部を南北に走っている。最寄り駅は瀬戸市駅。

- 愛知環状鉄道線（市場町内）

### バス
名鉄バス「本地ヶ原線」
- 【36】名鉄バスセンター - 引山 - 四軒家 - 本地ヶ原 - 瀬戸駅前 系統
- 【50】【51】【52】藤が丘 - 愛知医科大学病院 - 本地ヶ原 - 瀬戸駅前 系統

以上の4系統が走っているが、町内にバス停はない。最寄りのバス停は、長根バス停・東長根バス停になる。

### 道路
国道363号 ： 町の南端、東長根町との町境を東西に通っている。
- 国道363号標識（市場町内）[注釈 1]

## 施設
- 長根ふれあいセンター“連” ： 長根連区地域力向上活動の活動拠点となる施設[18]。今村保育園の跡地を利用している。
  - 瀬戸市立今村保育園[7] ： 1955年（昭和30年）5月に八王子保育園として開設[19]。1970年（昭和45年）4月に現在地に移転し現名称になる[19]が、2009年（平成21年）4月に休園となる[20]。
- 市場町会館
- 市場児童遊園 ： 町の南西部にある公園。ブランコ・すべり台・ジャングルジム・鉄棒・雲梯など、たくさんの遊具がある。

- 長根ふれあいセンター“連”（旧・今村保育園）
- 市場町会館
- 市場児童遊園

## その他

### 日本郵便
- 郵便番号 : 489-0922[5]（集配局：瀬戸郵便局[21]）。